# 阳和水族乡
阳和水族乡，是中华人民共和国贵州省黔南布依族苗族自治州都匀市一个已撤销的水族乡。
2014年4月14日，贵州省人民政府批复同意都匀市部分乡镇行政区划调整，撤销阳和水族乡，将其所辖行政区域划归归兰水族乡。